# Toivo Hyytiäinen
Toivo Hyytiäinen (12. listopadu 1925 Saarijärvi – 21. října 1978) byl finský atlet, mistr Evropy v hodu oštěpem z roku 1950.

## Sportovní kariéra
Jeho největším úspěchem byla bronzová medaile na olympiádě v Helsinkách v roce 1952. O dva roky dříve se stal rovněž mistrem Evropy v hodu oštěpem. Jeho osobní rekord 78,98 m pochází z roku 1954.